# Peter Wessel Zapffe
Peter Wessel Zapffe (ur. 18 grudnia 1899 w Tromsø, zm. 12 października 1990 w Asker) – norweski pisarz, filozof i alpinista. 

## Życiorys
Studiował prawo na Uniwersytecie w Oslo. Podczas pobytu w stolicy rozpoczął naukę wspinaczki, podczas której poznał Arne Næssa. W roku 1933 powstaje krótki esej noszący tytuł Ostatni Mesjasz. Idee w nim zawarte zostają w późniejszym czasie rozwinięte, czego rezultatem jest opublikowana w 1941 r. rozprawa doktorska O tragizmie.

## Filozofia
W filozofii Petera Wessela Zapffego człowiek stanowi biologiczny paradoks. Świadomość rozwinęła się u ludzi przesadnie i przez to nie jesteśmy w stanie funkcjonować normalnie tak jak inne zwierzęta: otrzymaliśmy więcej niż jesteśmy w stanie unieść. Pragniemy żyć, a przez to jak wyewoluowaliśmy, jako jedyny gatunek wiemy, że naszym przeznaczeniem jest umrzeć; jesteśmy w stanie analizować przeszłość i przyszłość, sytuację naszą i innych; oczekujemy sprawiedliwości i sensu w świecie, w którym sprawiedliwości i sensu nie ma. Czyni to życia przytomnie myślących ludzi tragediami. Mamy pragnienia: potrzeby duchowe, których rzeczywistość nie jest w stanie zaspokoić i nasz gatunek istnieje jeszcze tylko dlatego, że aby uciekać od wiedzy o tym jaka ta rzeczywistość jest, większość ludzi uczy się wbrew własnej naturze, ograniczać w sztuczny sposób zawartość swoich świadomości. Cała ludzka egzystencja jest obecnie splątana siecią mechanizmów obronnych temu służących, społecznych i indywidualnych, które zaobserwować możemy w naszych codziennych oklepanych schematach zachowań. Zdaniem Zapffego ludzkość powinna przestać się oszukiwać, czego naturalną konsekwencją byłoby zakończenie przez nią istnienia w wyniku powstrzymania się od prokreacji.